# Arquieparquia de Adis Abeba
A Arquieparquia de Adis Abeba (Archieparchia Neanthopolitanus) é uma arquieparquia situada na Etiópia, sede da Igreja Católica Etíope, que é uma igreja particular oriental sui iuris em comunhão com a Igreja Católica. Seu atual arcebispo metropolita é Berhaneyesus Demerew Souraphiel, C.M.. Sua Sé é a Catedral da Natividade da Santa Virgem Maria de Adis Abeba.
Possui 14 paróquias, servidas por 81 padres, contando com cerca de 10.900 fiéis (0,1% da população total abrangida).

## História
A prefeitura apostólica da Abissínia, de rito oriental, foi eregida em 1839, com território retirado do Vicariato Apostólico de Síria, Egito, Arábia e Chipre (hoje Vicariato Apostólico de Alepo).
Em 4 de maio de 1846 deu uma parte de seu território para a criação do Vicariato Apostólico de Galla (agora Vicariato Apostólico de Harar).
Em 1847, a Prefeitura Apostólica foi elevada a vicariato apostólico.
Em 7 de Março de 1928, o vicariato apostólico foi administrado pelo delegado apostólico do Egito e da Arábia sob o breve Romanorum Pontificum do Papa Pio XI.
Em 1937, o Vicariato Apostólico da Abissínia deu lugar ao Vicariato Apostólico de Adis Abeba (de rito oriental), erigida pela bula Quo in Æthiopia do Papa Pio XI, depois de ceder Danakil ao Vicariato Apostólico da Eritreia (de rito latino) e de ceder território eclesiástico para a erecção canónica das prefeituras apostólicas de Tigrè (hoje Eparquia de Adigrat, de rito oriental), de Dessié (de rito latino) e de Gondar (de rito latino).
Em 31 de outubro de 1951, com a bula do Papa Pio XII Paterna semper foram suprimidas as prefeituras apostólicas de Dessié, Gondar e Emdeber e seus territórios foram unidos sob a Sé de Adis Abeba, que se tornou um exarcado apostólico de rito etíope.
Em 20 de fevereiro de 1961, o exarcado apostólico foi elevada à categoria de arquieparquia metropolitana com a bula Quod venerabiles do Papa João XXIII.
Em 25 de novembro de 2003 e 19 de janeiro de 2015 cedeu porções adicionais de território eclesiástico para a erecção canónica da Eparquia de Emdeber e da Eparquia de Bahir Dar-Dessie, respectivamente.

## Prelados
| #                        | Nome                                            | Período   | Notas                                  |
| Arcebispo                | Arcebispo                                       | Arcebispo | Arcebispo                              |
| ------------------------ | ----------------------------------------------- | --------- | -------------------------------------- |
| 3º                       | Berhane-Yesus Demerew Cardeal Souraphiel, C.M.  | 1999-     | Atual                                  |
| 2°                       | Paulos Cardeal Tzadua †                         | 1977-1998 |                                        |
| 1°                       | Asrate Mariam Yemmeru †                         | 1961-1977 |                                        |
| Bispo                    |                                                 |           |                                        |
| 8º                       | Hailé Mariam Cahsai †                           | 1951-1961 |                                        |
| 7°                       | Giovanni Maria Emilio Castellani, O.F.M. †      | 1937-1945 | Nomeado Nuncio apostólico na Guatemala |
| 6º                       | Jean-Jacques Crouzet, C.M. †                    | 1886-1896 | Nomeado Bispo da Tôlagnaro             |
| 5°                       | Jean-Marcel Touvier, C.M. †                     | 1869-1888 |                                        |
| 4º                       | Carlo Delmonte, C.M. †                          | 1869-1869 |                                        |
| 3º                       | Louis Bel, C.M. †                               | 1865-1868 |                                        |
| 2°                       | Lorenzo Biancheri, C.M. †                       | 1860-1864 |                                        |
| 1°                       | Giustino Sebastiano Pasquale de Jacobis, C.M. † | 1839-1860 |                                        |
| Bispos auxiliar          |                                                 |           |                                        |
|                          | Tesfaye Tadesse Gebresilasie, M.C.C.I.          | 2024-     | Atual                                  |
|                          | Lisane-Christos Matheos Semahun                 | 2010-2015 | Nomeado Bispo da Bahir Dar - Dessie    |
|                          | Paulos Tzadua †                                 | 1973-1977 | Elevado a Arcebispo                    |
| Administrador apostólico |                                                 |           |                                        |
|                          | Berhaneyesus Souraphiel, C.M.                   | 1997-1999 |                                        |